# Romegoux
Romegoux település Franciaországban, Charente-Maritime megyében. Lakosainak száma 623 fő (2022. január 1.). Romegoux Beurlay, Bords, Geay, Saint-Porchaire, Saint-Sulpice-d’Arnoult és La Vallée községekkel határos.

## Népesség
A település népessége az elmúlt években az alábbi módon változott:
| Lakosok száma | 496  | 440  | 493  | 600  | 628  | 624  | 603  | 593  | 589  | 623  |
|               | 1968 | 1982 | 1990 | 2006 | 2013 | 2015 | 2017 | 2019 | 2020 | 2022 |